# Стефани Харт-Роджерс
Стефани Харт-Роджерс (англ. Stephanie Hart-Rogers, род. 27 декабря 1965, Брайтон, Восточный Суссекс) — британская порноактриса, лауреатка премии XRCO Award.

## Биография
Родилась 27 декабря 1965 года в Брайтоне. Первоначально работала няней в детском саду, затем начала карьеру гламурной софткор-модели.
В хардкорных фильмах начала сниматься в 1991 году, в возрасте около 26 лет. Снималась для таких студий и продюсеров, как Private, Odyssey, Evil Angel, Elegant Angel, VCA и Mike Hott. Кроме того, работала ведущей на канале Bluebird.TV.
В 1994 году получила премию XRCO Award в номинации «лучшая групповая сцена» за Buttman's British Moderately Big Tit Adventure вместе с Джои Силверой, Рокко Сиффреди и Джейни Ламб.
Так как снималась даже в достаточно зрелом возрасте (последний фильм с участием актрисы 40+ Fun 1 вышел в 2016 году, когда ей был 51 год), считается актрисой MILF. За карьеру снялась в 33 фильмах.

## Награды
| Год  | Награда    | Категория              | Работа                                         | Результат |
| ---- | ---------- | ---------------------- | ---------------------------------------------- | --------- |
| 1994 | XRCO Award | Лучшая групповая сцена | Buttman's British Moderately Big Tit Adventure | Победа    |

## Избранная фильмография
- Buttman’s British Moderately Big Tit Adventure (1994)